# Hällsjötjärnen
Hällsjötjärnen är en sjö i Ånge kommun i Medelpad och ingår i Ljungans huvudavrinningsområde. Sjöns area är 0,032 kvadratkilometer och den är belägen 368 meter över havet.